# Yulia Putintseva
Yulia Putinstseva (Moscou, 7 de janeiro de 1995) é uma tenista profissional russa (nascida em Moscou) que atua esportivamente pelo Cazaquistão desde 2012.
Por três vezes Putintseva alcançou as quartas de final do Grand Slam (duas vezes no Aberto da França e uma vez no US Open) e alcançou o 27º lugar no ranking mundial de simples em fevereiro de 2017. Até agora, ela ganhou dois títulos de simples. no WTA Tour. Antes de junho de 2012, ela jogou por seu país natal, a Rússia.

## Vida pessoal
Yulia Putintseva nasceu de Anton Putintsev e Anna Putintseva, e tem um irmão chamado Ilya. Nascida em Moscou, ela atualmente reside em Boca Raton, Flórida. Ela foi apresentada ao esporte por seu pai. Ela gostou e logo estava praticando no Spartak Club em Moscou. Mais tarde, mudou-se para Paris para frequentar a Academia Mouratouglou depois de vencer um grande evento sub-14. Sua superfície favorita é o saibro, enquanto seus torneios favoritos são o Aberto da Austrália e o Aberto dos Estados Unidos. Os ídolos do tênis foram Martina Hingis e Justine Henin. Ela também gosta de dançar, música, cantar, Sudoku, jogar cartas e xadrez. Desde o início de junho de 2012, ela representa o Cazaquistão.

## Carreira júnior
Putintseva teve sucesso como júnior. Ela é a ex-jogadora júnior nº 3 do mundo, posição conquistada em 21 de maio de 2012. Putintseva começou a jogar no Circuito ITF Júnior em 2008, aos 13 anos. Em maio de 2009, ela venceu seu primeiro título júnior no evento de simples do Torneio Internacional Júnior de Grau 2, "Citta' Di Prato" em Prato, Itália. Na semana seguinte, ela venceu o Torneio Internacional Júnior de Grau 1 "Citta' Di Santa Croce" em Santa Croce, também em simples. Ela então jogou no "Trofeo Bonfiglio" de Grau A, mas perdeu para Sloane Stephens na primeira rodada. Ela continuou com bons resultados e chegou a duas finais de simples de torneios de Grau 1, mas venceu apenas uma delas. No US Open de 2009, ela fez sua estreia no Grand Slam e também registrou sua primeira vitória em um Major, derrotando Anna-Lena Friedsam. Mais tarde, ela chegou à final do "Kentucky International Junior Tennis Derby" de Grau 1, mas perdeu para Zheng Saisai. Em dezembro de 2009, ela jogou no Dunlop Orange Bowl, de Grau A, onde perdeu na terceira rodada para Ajla Tomljanović.
Em 2010, Putintseva continuou a crescer. Ela começou o ano nas quartas de final do Grau 1 "Loy Yang Traralgon International". Após a derrota na segunda rodada do Australian Open, ela terminou como vice-campeã no "Open International Juniors de Beaulieu sur Mer". Logo depois, ela venceu o Torneio Internacional Júnior de Grau 2 "Citta' Di Prato", que foi seu segundo título lá. Ela então alcançou duas semifinais de Grau 1. Em Wimbledon, ela chegou à primeira semifinal do Grand Slam, mas perdeu para Kristýna Plíšková. Em agosto, ela jogou pela Rússia nos Jogos Olímpicos da Juventude e chegou às quartas de final. Ela então alcançou a semifinal do "Canadian Open Junior Championships" de Grau 1. No início de setembro, ela disputou sua primeira final de Grand Slam no US Open, mas perdeu para a compatriota Daria Gavrilova. Em novembro, ela chegou à final do "Eddie Herr International Junior Tennis Championships" de Grau 1. Em dezembro, no "Dunlop World Challenge", ela chegou às quartas de final, dando um passo à frente em relação ao ano anterior.
Em 2011, Putintseva não teve menos sucesso do que nos anos anteriores. Ela começou o ano com a final do Grau 1 "Loy Yang Traralgon International", onde perdeu para Monica Puig. Seguiu-se a terceira rodada do Australian Open e as quartas de final do Aberto da França. Ela então teve uma temporada de sucesso em quadra de grama, terminando como vice-campeã no Grau 1 "Junior International - Roehampton" e como quartas de final em Wimbledon. No US Open, ela alcançou sua terceira quarta de final do Grand Slam do ano. No início de dezembro, ela venceu o "Eddie Herr International Junior Tennis Championships" de Grau 1, derrotando a compatriota Victoria Kan [en] na final. Ela terminou o ano com a final do "Dunlop World Challenge", onde perdeu para Anett Kontaveit.
2012 foi sua última temporada como júnior. Ela começou o ano com as semifinais do Grau 1 "Loy Yang Traralgon International". Em seguida, ela chegou a outra final de simples do Grand Slam, no Australian Open, mas não conseguiu se tornar campeã do Grand Slam, perdendo para Taylor Townsend. Seu último torneio foi o Aberto da França, onde terminou nas quartas de final. Ela ganhou cinco títulos de simples no total no ITF Junior Tour.

## Carreira profissional

### 2009–11: Primeiros passos
Putintseva tornou-se profissional em 2010, aos 15 anos. Seu primeiro torneio foi o Luxembourg Open, onde, como "wild card", chegou à fase final da qualificatória, mas não conseguiu chegar à chave principal. Seu próximo torneio foi um evento de US$ 10k em Amiens em março de 2010, onde ela alcançou sua primeira semifinal. Em outubro de 2010, ela fez sua estreia no WTA Tour no Luxembourg Open, mas perdeu para Angelique Kerber na primeira rodada. Em maio de 2011, ela ganhou seu primeiro título ITF no evento de US$ 25k em Moscou. Logo depois disso, ela ganhou outro evento de US$ 25k, desta vez em Samsun, e depois o US$ 50k do Tatarstan Open [en], derrotando Caroline Garcia na final.

### 2024
Putintseva começou a temporada no ASB Classic, no entanto, perdeu na primeira rodada para a sexta "cabeça de chave" e número 22 do mundo, Wang Xinyu. Em seguida, participou do Hobart International. Na qualificatória, passou por Nao Hibino na primeira rodada e por Kimberly Birrell [en] na segunda, ambos os jogos em sets diretos. Na chave principal, venceu Elisabetta Cocciaretto na primeira rodada de virada em jogo de três sets, depois de levar um "pneu" no primeiro. Na sequência, venceu Marie Bouzková na segunda rodada em mais um jogo de três sets e perdeu nas quartas de final para Yue Yuan em sets diretos.
Permanecendo na Ásia, seu próximo compromisso foi no Thailand Open onde venceu a "wild card" local Thasaporn Naklo [en] na primeira rodada em jogo de três sets, Viktorija Golubic na segunda em sets diretos e perdeu para Wang Xinyu na terceira em outro jogo de três sets. No giro do oriente médio, Putintseva não passou pelas qualificatórias de Abu Dhabi, de Doha e de Dubai. Já no giro americano, em Indian Wells, ela chegou às oitavas de final, onde perdeu para a cabeça de chave N° 1 Iga Swiatek em sets diretos. No Miami Open ela chegou às quartas de final, onde perdeu para Victoria Azarenka em jogo de três sets.
Putintseva iniciou a temporada em quadras de saibro com um bom desempenho no Aberto de Madri no qual, depois de passar por Yuan Yue, Zheng Qinwen, Caroline Dolehide em sets diretos e a cabeça de chave N° 10 Daria Kasatkina, em jogo de três sets, chegou às quartas de final, onde acabou perdendo para a cabeça de chave N° 4 Elena Rybakina em jogo de três sets, com muitas reviravoltas. Seu desempenho se manteve estável no Aberto de Roma no qual, depois de passar por Martina Trevisan na primeira rodada e Sloane Stephens na segunda, acabou perdendo para a cabeça de chave N° 1 Iga Swiatek na terceira, todos esses jogos em sets diretos. Já no Aberto da França, venceu Sloane Stephens, na primeira rodada em sets diretos, mas perdeu na segunda para Paula Badosa, em jogo de três sets.
Putintseva começou a temporada em quadras de grama em junho, pelo Birmingham Classic, no qual venceu Clara Burel na primeira rodada em sets diretos, Anhelina Kalinina na segunda, também em sets diretos e a "lucky loser", Caroline Dolehide, nas quartas de final em jogo de três sets. Na sua semifinal, enfrentou Elisabetta Cocciaretto, jogo que venceu em sets diretos. Aos 29 anos de idade, Putintseva conquistou o seu terceiro título na carreira e o primeiro em relva, ganhando o duelo na final contra a australiana Ajla Tomljanovic em apenas dois sets.

## Finais do Circuito ITF

### Simples: 10 (6 títulos, 4 vices)
| $100,000 torneios |
| $75,000 torneios  |
| $50,000 torneios  |
| $25,000 torneios  |
| $10,000 torneios  |

| Status | N° | Data     | Torneio                   | Piso     | Oponente                 | Placar        |
| ------ | -- | -------- | ------------------------- | -------- | ------------------------ | ------------- |
| Venceu | 1. | Mai 2011 | Moscou, Russia            | Saibro   | Veronika Kapshay         | 6–2, 6–1      |
| Venceu | 2. | Jul 2011 | Samsun, Turquia           | Duro     | Marta Domachowska        | 7–6(8–6), 6–2 |
| Venceu | 3. | Ago 2011 | Kazan, Rússia             | Duro     | Caroline Garcia          | 6–4, 6–2      |
| Venceu | 4. | Dez 2011 | Tiumen, Rússia            | Duro     | Elina Svitolina          | 6–2, 6–4      |
| Venceu | 5. | Fev 2012 | Launceston, Austrália     | Duro     | Lesley Kerkhove          | 6–1, 6–3      |
| Venceu | 6. | Mai 2012 | Cagnes-sur-Mer, França    | Saibro   | Patricia Mayr-Achleitner | 6–2, 6–1      |
| Perdeu | 1. | Nov 2012 | Nantes, França            | Duro (i) | Monica Niculescu         | 2–6 3–6       |
| Perdeu | 2. | Dez 2012 | Dubai, EAU                | Duro     | Kimiko Date-Krumm        | 1–6 6–3 4–6   |
| Perdeu | 3. | Abr 2014 | Pelham, EUA               | Saibro   | Laura Siegemund          | 1–6, 4–6      |
| Perdeu | 4. | Mai 2014 | Indian Harbour Beach, EUA | Saibro   | Taylor Townsend          | 1–6 1–6       |